# Сборная Шотландии по футболу (до 17 лет)
Сборная Шотландии по футболу до 17 лет (англ. Scotland national under-17 football team) — национальная сборная команда Шотландии, в составе которой могут выступать футболисты Шотландии в возрасте 17 лет и младше. Управляется и контролируется Шотландской футбольной ассоциацией. Главным тренером команды является Брайан Маклафлин.

## Международные турниры

### Чемпионат Европы
Сборная Шотландии по футболу до 17 лет принимает участие в юношеских чемпионатах Европы, которые проводятся ежегодно с 1982 года. Британцы десять раз пробивались в финальные игры турнира, но ни разу не смогли преодолеть групповой этап.

#### Участие и итоги
| Год  | Результат              | Год  | Результат              |
| ---- | ---------------------- | ---- | ---------------------- |
| 1982 | Квалификационный раунд | 1998 | Групповой этап         |
| 1984 | Квалификационный раунд | 1999 | Квалификационный раунд |
| 1985 | Групповой этап         | 2000 | Квалификационный раунд |
| 1986 | Групповой этап         | 2001 | Групповой этап         |
| 1987 | Групповой этап         | 2002 | Квалификационный раунд |
| 1988 | Квалификационный раунд | 2003 | Квалификационный раунд |
| 1989 | Групповой этап         | 2004 | Квалификационный раунд |
| 1990 | Групповой этап         | 2005 | Квалификационный раунд |
| 1991 | Квалификационный раунд | 2006 | Квалификационный раунд |
| 1992 | Групповой этап         | 2007 | Элитный раунд          |
| 1993 | Квалификационный раунд | 2008 | Групповой этап         |
| 1994 | Квалификационный раунд | 2009 | Элитный раунд          |
| 1995 | Групповой этап         | 2010 | Квалификационный раунд |
| 1996 | Квалификационный раунд | 2011 | Элитный раунд          |
| 1997 | Квалификационный раунд | 2012 | Элитный раунд          |

- жирным шрифтом выделено участие в финальной стадии турнира
- квалификационный раунд и элитный раунд — отборочная стадия

### Чемпионат мира
Шотландцы единственный раз участвовали в финальных играх чемпионата мира среди юношеских команд — случилось это в 1989 году, британцы квалифицировались на турнир, как хозяева соревнования. На «мундиале» «тартановая армия» выступила успешно, дойдя до финала, где однако уступила в серии послематчевых пенальти сверстникам из Саудовской Аравии. Наставником команды был Крейг Браун.

#### Участие и итоги
| Год  | Результат              | Год  | Результат              |
| ---- | ---------------------- | ---- | ---------------------- |
| 1985 | Не прошла квалификацию | 1999 | Не прошла квалификацию |
| 1987 | Не прошла квалификацию | 2001 | Не прошла квалификацию |
| 1989 | 2-е место              | 2003 | Не прошла квалификацию |
| 1991 | Не прошла квалификацию | 2005 | Не прошла квалификацию |
| 1993 | Не прошла квалификацию | 2007 | Не прошла квалификацию |
| 1995 | Не прошла квалификацию | 2009 | Не прошла квалификацию |
| 1997 | Не прошла квалификацию | 2011 | Не прошла квалификацию |

- жирным шрифтом выделено участие в финальной стадии турнира

## Текущий состав
Список футболистов, вызванных главным тренером Рики Сбраджой для участия в матчах против сборных Литвы, Исландии и Дании, которые состоялись 20, 22 и 25 марта, соответственно.
|  | Вр  | Райан Крамп    | 2 октября 1995 (29 лет)   | 4  | 0 | Ливерпуль            |  |  |
|  | Вр  | Джордан Харт   | 22 января 1996 (29 лет)   | 2  | 0 | Селтик               |  |  |
|  |     |                |                           |    |   |                      |  |  |
|  | Защ | Андрю Мердок   | 30 января 1995 (30 лет)   | 1  | 0 | Рейнджерс            |  |  |
|  | Защ | Кайл Тернбулл  | 22 января 1995 (30 лет)   | 7  | 0 | Фалкирк              |  |  |
|  | Защ | Стюарт Уркварт | 26 марта 1995 (30 лет)    | 11 | 0 | Рейнджерс            |  |  |
|  | Защ | Стюарт Финдли  | 14 сентября 1995 (29 лет) | 6  | 2 | Селтик               |  |  |
|  | Защ | Райан Финни    | 19 февраля 1995 (30 лет)  | 7  | 0 | Дамбартон            |  |  |
|  | Защ | Стивен Хендри  | 8 января 1995 (30 лет)    | 4  | 1 | Гамильтон Академикал |  |  |
|  |     |                |                           |    |   |                      |  |  |
|  | ПЗ  | Льюис Кидд     | 30 января 1995 (30 лет)   | 20 | 2 | Селтик               |  |  |
|  | ПЗ  | Джейми Линдси  | 11 октября 1995 (29 лет)  | 8  | 1 | Селтик               |  |  |
|  | ПЗ  | Даррен Петри   | 26 июля 1995 (30 лет)     | 3  | 0 | Данди Юнайтед        |  |  |
|  | ПЗ  | Даррен Рамсей  | 7 августа 1995 (29 лет)   | 4  | 0 | Рейнджерс            |  |  |
|  | ПЗ  | Крейг Сиббальд | 18 мая 1995 (30 лет)      | 1  | 0 | Фалкирк              |  |  |
|  | ПЗ  | Чарльз Телфер  | 4 июля 1995 (30 лет)      | 4  | 1 | Рейнджерс            |  |  |
|  | ПЗ  | Фрейзер Эйрд   | 2 февраля 1995 (30 лет)   | 6  | 1 | Рейнджерс            |  |  |
|  |     |                |                           |    |   |                      |  |  |
|  | Нап | Дэнни Джонстон | 9 января 1995 (30 лет)    | 8  | 1 | Селтик               |  |  |
|  | Нап | Камми Смит     | 24 августа 1995 (29 лет)  | 10 | 1 | Абердин              |  |  |
|  | Нап | Ислам Феруз    | 10 сентября 1995 (29 лет) | 16 | 7 | Челси                |  |  |

- игры/голы приведены по состоянию на 21 марта 2012

## Сыгранные и предстоящие матчи

### Чемпионат Европы по футболу 2012 (до 17 лет)

#### Первый квалификационный раунд
| Команда   | И | В | Н | П | ГЗ | ГП | РГ | О |
| --------- | - | - | - | - | -- | -- | -- | - |
| Исландия  | 3 | 2 | 1 | 0 | 7  | 2  | +5 | 7 |
| Дания     | 3 | 2 | 1 | 0 | 8  | 5  | +3 | 7 |
| Шотландия | 3 | 1 | 0 | 2 | 3  | 4  | -1 | 3 |
| Литва     | 3 | 0 | 0 | 3 | 1  | 8  | -7 | 0 |

|           | Флаг Дании | Флаг Исландии | Флаг Литвы | Флаг Шотландии |
| --------- | ---------- | ------------- | ---------- | -------------- |
| Дания     |            | 2:2           | 3:1        | 3:2            |
| Исландия  | 2:2        |               | 4:0        | 1:0            |
| Литва     | 1:3        | 0:4           |            | 0:1            |
| Шотландия | 2:3        | 0:1           | 1:0        |                |

| Шотландия  | 1:0      | Литва |
| ---------- | -------- | ----- |
| Финдли 65′ | Протокол |       |

| Исландия        | 1:0      | Шотландия |
| --------------- | -------- | --------- |
| Финнбогасон 43′ | Протокол |           |

| Шотландия           | 2:3      | Дания                               |
| ------------------- | -------- | ----------------------------------- |
| Кидд 27′ · Эйрд 67′ | Протокол | Хойберг 24′ · Крон 63′ · Йенсен 74′ |